# Mabel's Stormy Love Affair
Mabel's Stormy Love Affair és una pel·lícula muda de la Keystone dirigida i protagonitzada per Mabel Normand. Tot i que Mabel ja havia co-dirigit prèviament alguna pel·lícula, és la primera que dirigí completament. Tot i que s'ha especulat amb l’aparició d'altres actors, aquests no han estat confirmats. La pel·lícula, d’una bobina, es va estrenar el 5 de gener de 1914. Es considera una pel·lícula perduda.

## Argument
Mabel té problemes amb dos pretendents que lluiten per aconseguir-la.

## Repartiment
- Mabel Normand (Mabel)